# 외케뢰시

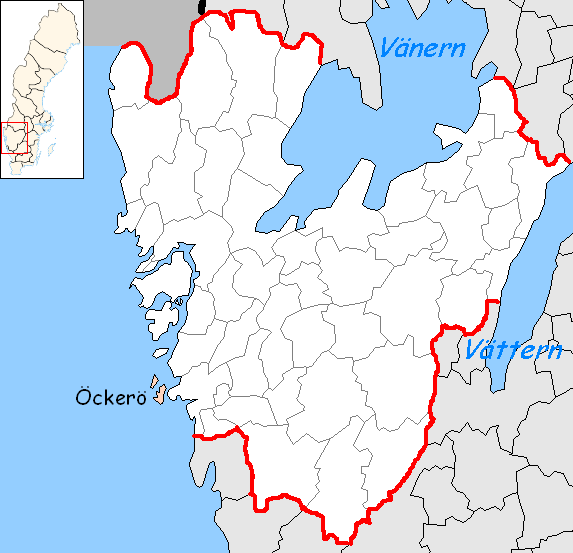
외케뢰 시의 위치

외케뢰시(스웨덴어: Öckerö kommun)는 스웨덴 베스트라예탈란드주에 위치한 지방 자치체로 행정 중심지는 외케뢰이며 면적은 511.4km2, 인구는 12,773명(2016년 12월 31일 기준), 인구 밀도는 25명/km2이다.

시 문장